# Urd (Zeitschrift)

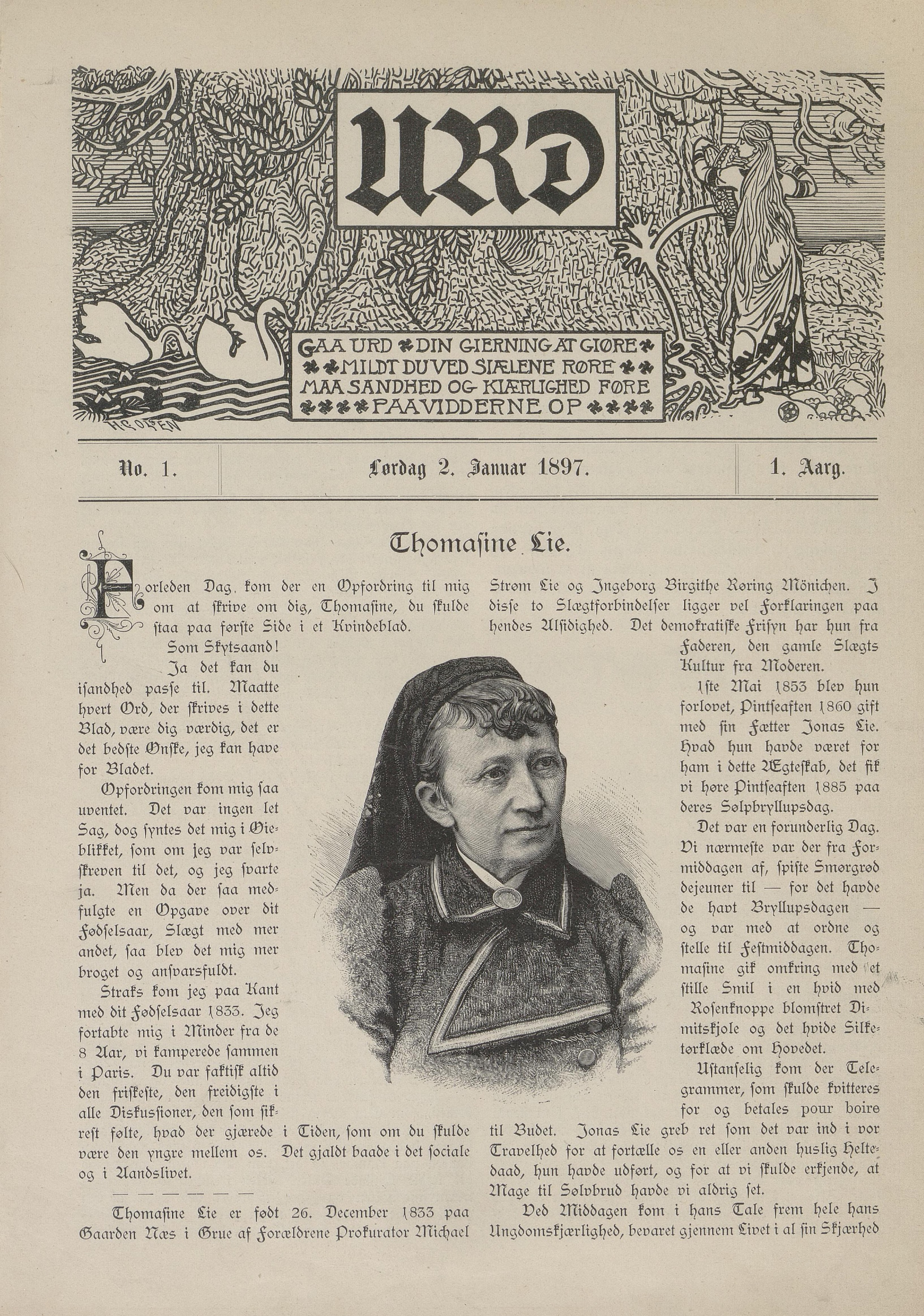
Erste Ausgabe von Urd am 2. Januar 1897

Urd war eine 1897–1958 in Kristiania (Oslo) erscheinende illustrierte Wochenzeitschrift. Sie war „eine der frühesten kulturellen und teilweise politischen Frauenzeitschriften Norwegens“ und „richtete sich vor allem an die gebildete Mittel- und Oberschicht.“ Zahlreiche erfolgreiche Autoren, wie Jacob Breda Bull oder Johan Falkberget veröffentlichten in Urd, die in ihren ersten 37 Jahren von der Mitbegründerin und „treibenden Kraft“ Anna Bøe redigiert wurde.

## Geschichte
Urd wurde von Anna Bøe (1864–1956), ihrer Schwester Cecilie Bøe (1856–1947) und dem Drucker und Theologen Oscar Andersen (1880–1947) gegründet, und die Nummer 1 erschien zu Jahresbeginn 1897. Anna Bøe, die später behauptete, dass die Initiative zur Gründung von Andersen ausgegangen sei, prägte als Chefredakteurin den Inhalt der Zeitschrift bis zum Juni 1933. Cecilie Bøe kümmerte sich um die Buchhaltung und die Finanzen, Oscar Andersen um die Fertigungstechnik. „Dieses Trio, jede auf ihrem Gebiet erfahren, war viele Jahre lang Urd.“
Als verantwortlicher Herausgeber wirkte Andersen bis zum 5. Februar 1898 und danach die beiden Schwestern Bøe. Am 30. Januar „1915 übernahm Emil Moestue A/S die Herausgabe der Zeitschrift, und Frau Bøe wurde daraufhin von den geschäftlichen Aufgaben entbunden, damit sie sich ganz der Redaktion widmen konnte.“ Um die Zeitschrift zu betreiben, wurde eine neue Firma, A/S Urd, gegründet.
Nach 37 Jahren, mit der Nummer 25 vom 24. Juni 1933, trat Anna Bøe als Redakteurin zurück und stellte als ihre Nachfolgerin Conny Juell (1933–1947) vor. Die fast 70-Jährige nannte gesundheitliche Gründe für ihren Rückzug, lebte aber noch über 20 Jahre lang. Von ihrer Nachfolgerin, die zuvor 15 Jahre lang als Journalistin bei Tidens Tegn, später Verdens Gang, gearbeitet hatte, sagte Anna Bøe später: „Als Redakteurin hat Conny Juell das, was mein Ideal und meine Vorstellung von der Zeitschrift war, zur Perfektion gebracht.“ (zitiert bei)
Ab der Nummer 26 vom 1. Juli 1933 stand Conny Juells Name auf der Titelseite von Urd, „aber die Zeitschrift wurde im gleichen Stil und mit dem gleichen Inhalt wie zuvor fortgesetzt.“ Im August 1940 erhielt Conny Juell von den deutschen Besatzern Schreibverbot und umging dieses, indem sie unter den Pseudonymen Credo bzw. Spero veröffentlichte. Ihre Mitarbeiterinnen Jorunn Steinhamar und Karin Heffermehl übernahmen bis zum Kriegsende offiziell die Redaktion.
In den 1950er Jahren, als die Zeitschrift nach dem Tode Juells von Jorunn Steinhamar geleitet wurde, geriet Urd allmählich in finanzielle Schwierigkeiten. Nach 62 Jahren erschien die letzte Ausgabe am 20. Dezember 1958. Die redaktionelle Linie war für die neu entstehende Wohlfahrtsgesellschaft zu altmodig geworden. Obwohl die Zeitschrift zu diesem Zeitpunkt viele Konkurrentinnen hatte, „hieß es in der Aftenposten, dass sie ‚die einzige Frauenzeitschrift des Landes mit Niveau‘ gewesen sei.“

## Name und Motto

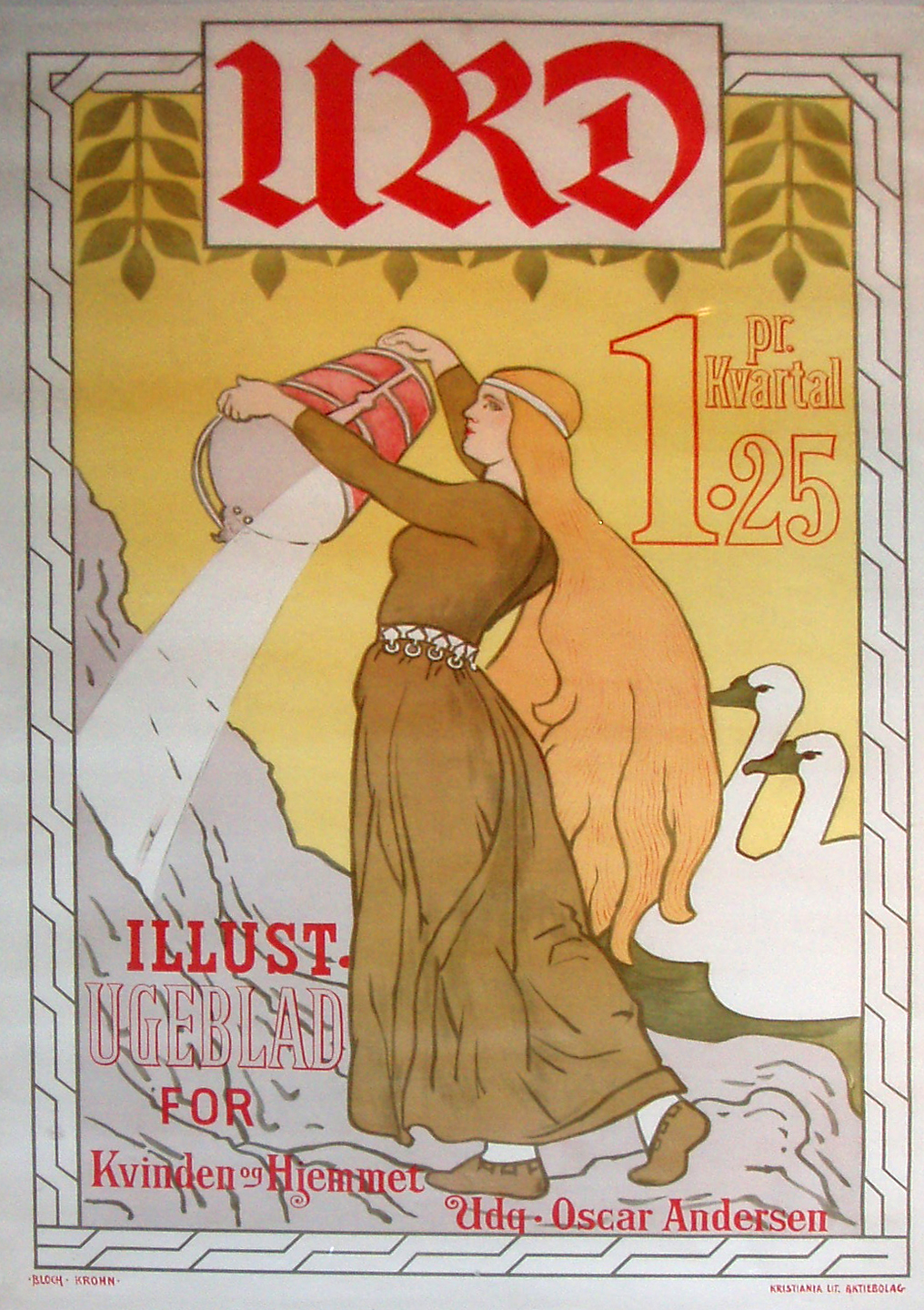
Werbeplakat für Urd, Illust. Ugeblad for Kvinden og Hjemmet.

Urd (altnordisch Urðr „Schicksal“) ist der Name jener der drei Nornen, die in der nordischen Mythologie die Vergangenheit repräsentiert. Als Hüterinnen der Weltenesche Yggdrasil gießen die Nornen jeden Tag das Wasser der am Baum entspringenden Quelle der Urd über den Stamm, um ihn grün und gesund zu halten. In der Quelle, deren Wasser so heilig ist, dass alles, was damit in Berührung kommt, weiß wird, schwimmen zwei Schwäne.
Die Vignette der Zeitung schildert die Szene der Baumpflege, mit der ausgießenden Norne, dem weißen Wasser und den Schwänen. Sie trägt die Signatur H. C. Olsen, während das 1897 entstandene farbige Werbeplakat von Andreas Bloch (1860–1917) und Olaf Krohn (1863–1933) gestaltet wurde. Die Vignette trägt das Motto:
Gaa Urd, din gjerning at gjøre,

mildt du ved sjælerne røre,

maa sandhed og kjærlighed føre

paa vidderne op!
Geh Urd, deine Arbeit zu tun,

sanft berührst du die Seelen,

mögen Wahrheit und Liebe

in die Weiten hinauf führen!
Das Motto beschreibt gut die optimistische Haltung der Zeitschrift und ihrer Gründerin, den Glauben an den Fortschritt, an die Aufklärung und an den Sieg des Geistigen über das Materielle. Diese Gesinnung wird auch vom christlichen Glauben mitgetragen. Anna Bøe schrieb vier Jahre lang für Krigsropet, der Wochenzeitung der Heilsarmee. Die Idee zu der Zeitschrift fasste sie 1896 anlässlich eines Aufenthalts im Rondane-Nationalpark.
Cecilie Bøe soll der Zeitschrift ihren Namen gegeben haben. „Der Name Urd passt auch sehr gut in die Zeit kurz vor 1900. In dieser Kulturepoche, die als Neoromantik bekannt ist, waren Namen aus der nordischen Zeit sehr beliebt.“

## Form

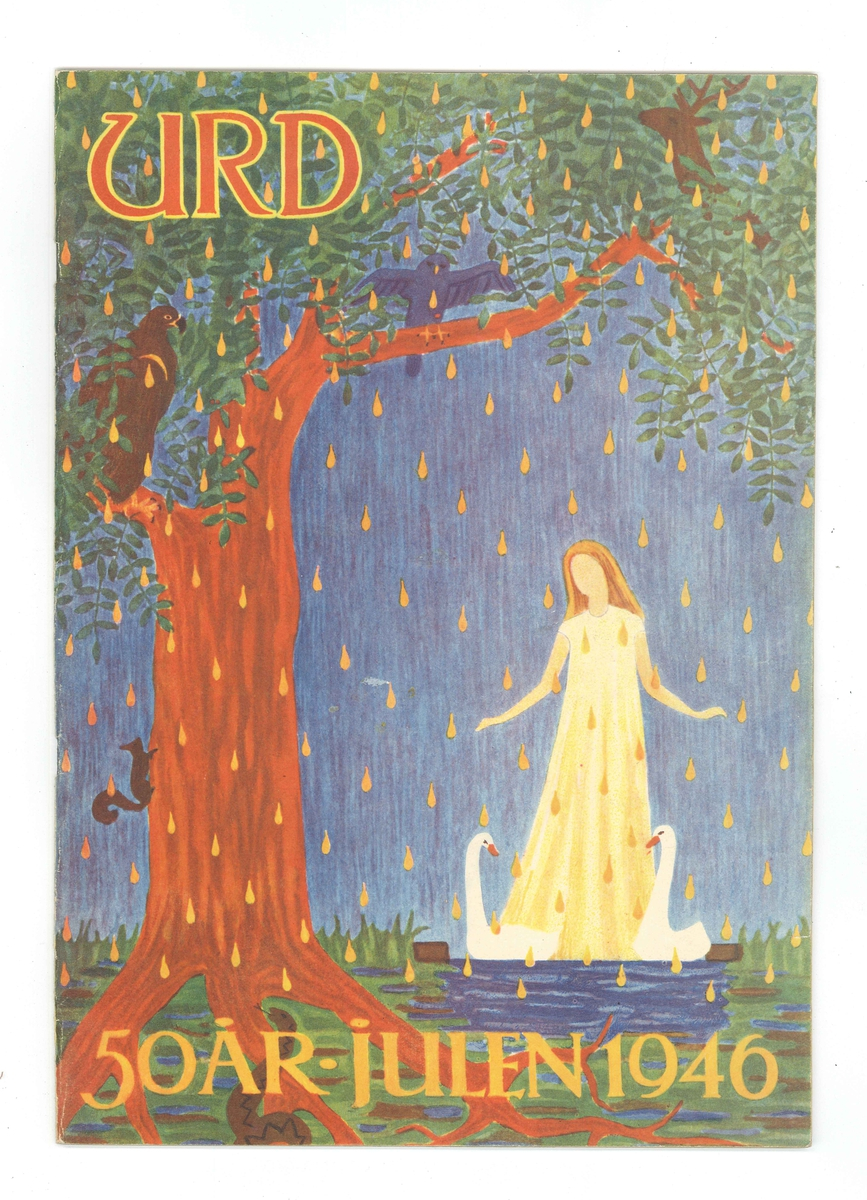
Urd, Weihnachtsausgabe 1946

Die Zeitschrift erschien im Quartformat (4°) (also etwa A4) mit 52 Ausgaben im Jahr, die durchgehend paginiert waren (eine um 1900 bei Zeitschriften gängige Praxis). Die einzelnen Hefte hatten durchschnittlich 12 Seiten, wichen aber im Umfang stark voneinander ab. Die ersten beiden Jahrgänge waren noch in Fraktur gesetzt, ab 1899 kam Urd in der modernen Antiqua heraus. Vier Mal jährlich war der Zeitschrift die Beilage Sidste Mode (Letzte Mode) beigegeben. Zu Weihnachten erschien ein zusätzliches Heft, mit der Titelseite in Farbdruck.
Ab dem Jahrgang 1929 hatten die Hefte ein (schwarz-weißes) Foto auf dem Umschlag; die alte Vignette und der Leitartikel wanderten auf Seite 5, die Seiten dazwischen waren mit Anzeigen gefüllt.
Die ersten beiden Jahrgänge wurden von Oscar Andersen gedruckt und herausgegeben. In den folgenden Jahren wechselten die Drucker, bis Emil Moestues ab 1907 den Druck übernahm. 1899–1914 waren die Herausgeber „Cecilie & Anna Bøe“, ab 1915 die von Moestues gegründete A/S Urd.
Das Abonnement kostete 1897 1,25 Kronen im Quartal. 1937 waren es 3,75 Kronen.

## Inhalt

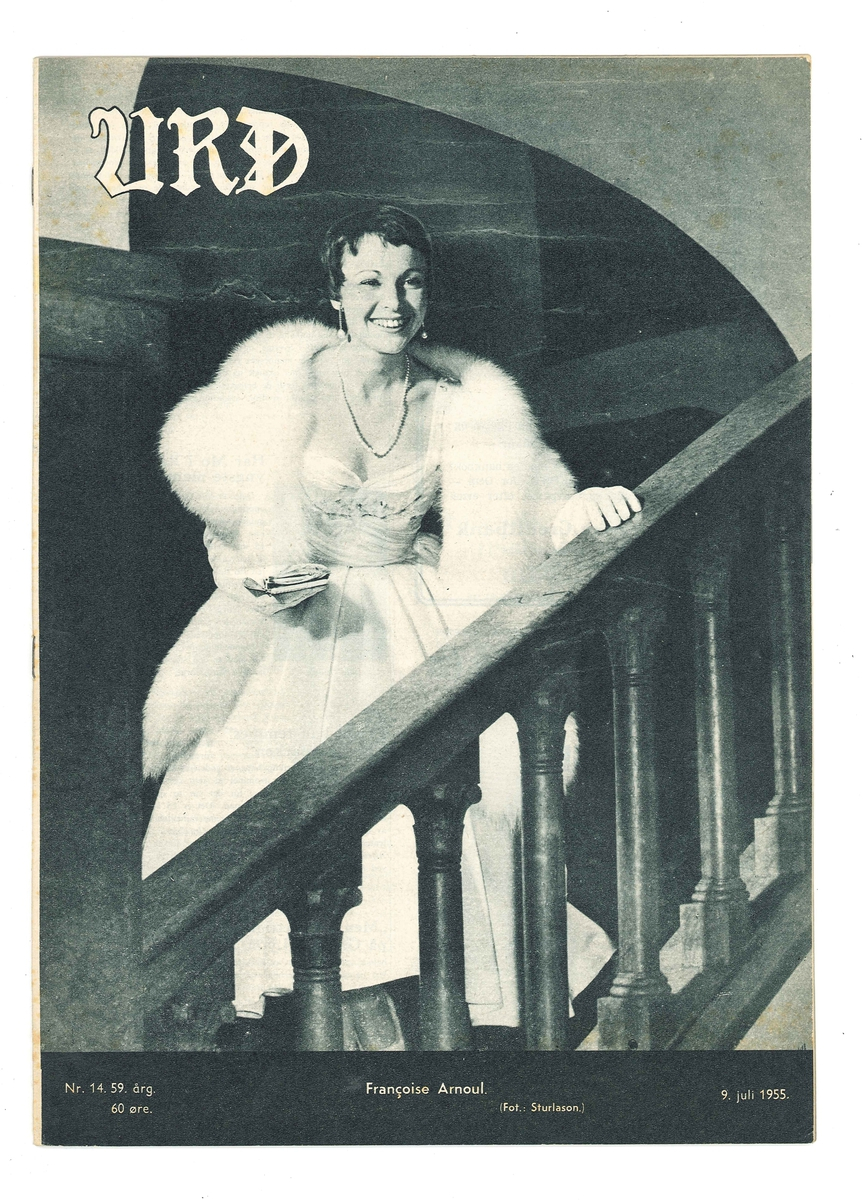
Françoise Arnoul, Urd vom 9. Juli 1955

„Die Artikel über Kunst und Kultur unterschieden Urd von anderen Frauenzeitschriften, die sich oft mehr auf praktische Themen für Haus und Heim konzentrierten. Die Betonung kultureller Themen sprach die gebildetsten Teile der Mittel- und Oberschicht an, aber die Zeitschrift erreichte auch eine breitere Leserschaft. Sowohl die Auflagenzahlen als auch der redaktionelle Stil lagen zwischen einer Zeitschrift und einer Wochenpresse.“
In der Frauenfrage verfolgte die Zeitschrift einen mittleren Kurs. Anna Bøe begründete die Rechte der Frauen oft mit der Bibel und der Natur und sah die Komplementarität der Geschlechter als gottgewollt. Trotzdem sollte die Frau in der zukünftigen Gesellschaft eine aktivere Rolle spielen, „weil sie oft ein feineres Ohr, eine empfänglichere Seele hat – weil es auf jeden Fall immer Aspekte des Lebens geben wird, die sie besser verstehen wird als der Mann.“ (Anna Bøe, 1911, über den Zugang von Frauen zu öffentlichen Ämtern; zitiert bei) Sie wandte sich auch gegen Versuche, verheiratete Frauen vom Arbeitsmarkt fernzuhalten. Die freie Wahl der Lebensführung war für sie unverzichtbar und notwendig für den kulturellen Fortschritt.
Während die Chefredakteurin in ihrer Kolumne und in ihren eigenen Artikeln ihren eher traditionellen Standpunkt zum Ausdruck brachte, ließ sie den anderen Autoren freie Hand und respektierte auch andere Meinungen als ihre eigenen. Sie wurde daher als „ein wahrer Gentleman der Presse“ bezeichnet.
Viele bekannte Essayisten veröffentlichten regelmäßig in Urd, wie Carl Nærup und Vilhelm Krag, der sowohl über die „Frauensache“ als auch über Kunst, Inneneinrichtung und Industrie schrieb. „Vor allem die Weihnachtsausgaben haben viele bekannte Namen auf der Inhaltsliste, mit Liedern von Olaf Bull, M.B. Landstad und Kristoffer Updal sowie Kurzgeschichten von Vilhelm Krag, Regine Normann, Barbra Ring, Carl Nærup, Selma Lagerlöf und anderen berühmten Autoren. Es scheint leicht gewesen zu sein, Leute dazu zu bringen, für Urd zu schreiben.“
Die Zeitschrift enthielt Erzählungen, Gedichte, Fortsetzungsgeschichten, Biografien, Artikel über Mode und Kindererziehung, Bastelanleitungen, Populärmedizisches, etwas über Kochen, Dekorieren und Blumenpflege. Es fehlten auch nicht Berichte über die gekrönte und ungekrönte Prominenz und Reiseberichte aus exotischen Ländern wie Südafrika und den Philippinen. Es gab einen Diskussionsklub mit Beiträgen der Leserinnen. Am Nationaltheatret aufgeführte Stücke von Henrik Ibsen, Shakespeare, Nils Collett Vogt und Peter Egge wurden rezensiert. Die Ideen von Henri Bergson und Sigmund Freud wurden dargestellt, und 1904 wurde ein Interview mit Papst Pius X. veröffentlicht. Die häufigen Artikeln über die Beschäftigung von Dienstmädchen und über Frauen im Sport, die Ausschreibung eines Fotowettbewerbs 1915 und die Erwähnung des Radios bereits 1925 machen klar, dass Urd eine Zeitschrift war, die sich an das „besser gestellte Bürgertum“ wandte.
Eine Besonderheit waren die zahlreichen Biografien berühmter zeitgenössischer Frauen. Sie erschienen meist auf der ersten Seite, gleich unter der Titelvignette. Als Beispiele seien genannt: Thomasine Lie (2. Januar 1897), Dikka Møller (4. Juli 1908), Mathilde Schjøtt (14. Februar 1914), Vilhelmine Ullmann (8. Mai 1915).
Über die Fortschritte der Frauenbewegung wurde kontinuierlich berichtet: Bereits 1897 erschienen (anonyme) Artikel über Naar vi Kvinder faar Stemmeret (Wenn wir Frauen das Wahlrecht bekommen). 1890 wurde ausführlich über das Landskvindesagsmødet (Nationale Frauentreffen) in Bergen berichtet. 1899 wurde das 50-jährige Bestehen von Nissens Pigeskole gefeiert. Am 9. April 1904 wurde auf der ersten Seite die erste Rechtsanwältin Norwegens, Elise Sem, vorgestellt. Im selben Jahr würdigte Erik Lie, der jüngste Sohn von Thomasine und Jonas Lie und „Pariskorrespondent“ der Zeitung, Marie Curie für ihren Nobelpreis 1903. Die Einführung der Castberg-Kindergesetze wurde 1915 mit großer Zustimmung kommentiert.

## Mitarbeiter
(Auswahl. Quellen:)
- Elise Aubert
- Jacob Breda Bull
- Olaf Bull
- Peter Egge
- Johan Falkberget
- Hulda Garborg
- Ragnhild Jølsen
- Kitty Kielland
- Vilhelm Krag
- Selma Lagerlöf
- Bernt Lie
- Erik Lie (Sohn von Jonas Lie)
- Carl Nærup
- Fernanda Nissen
- Regine Normann
- Alvilde Prydz
- Barbra Ring
- Nils Collett Vogt